# Silphedosuchus
Silphedosuchus es un género extinto de terápsidos terocéfalos carnívoros que existió durante el periodo Triásico Inferior hace aproximadamente 240 millones de años en lo que ahora es Rusia. Es un miembro de la familia Ericiolacertidae, junto con el género Ericiolacerta de Sudáfrica y la Antártida. La especie tipo Silphedosuchus orenburgensis fue descrita en 1977 basándose en un ùnico cráneo incompleto con mandíbula hallado en el óblast de Orenburgo.
Silphedosuchus fue hallado en la localidad Rassypnaya de Orenburgo, datando de la etapa del Olenekiense del Triásico. Fue hallado en una arenisca de grano fino que contenía a unos cuantos vertebrados. Esta capa fue depositada en una gran planicie de inundación que cubría la mayor parte de la Rusia europea durante el Triásico Inferior. En la localidad Rassypnaya, un lens de arena más dura, presumiblemente depositada por un río antiguo, cortó a través de la arenisca más fina. Este depósito contenía muchos tetrápodos como temnospóndilos y arcosauromorfos, pero estos fósiles son parte de una asociación faunística diferente.
El cráneo mide cerca de 3,5 centímetros de largo, con un hocico largo y aguzado. Silphedosuchus carece de los grandes dientes caninos presentes en muchos otros terocéfalos, y tenía dientes trituradores redondeados en la parte posterior de sus mandíbulas, con varias cúspides. Silphedosuchus tenía grandes órbitas oculares con bordes elevados. Estas órbitas no están completamente cerradas debido al proceso postorbital, el cual se forma del margen posterior de la òrbita, sin alcanzar al hueso yugal abajo, el cual formaría el margen inferior de la órbita. Los rasgos que distinguen a Silphedosuchus de Ericiolacerta incluyen un contacto más estrecho entre los huesos palatino y el vómer en el paladar, un contacto entre el vómer y el maxilar que se sitúa más hacia adelante y los dientes de la mejilla mucho más amplios.